# Aichi E13A
El Aichi E13A (nombre en código aliado Jake) fue un hidroavión de reconocimiento de largo alcance. Cuantitativamente hablando era el hidroavión más importante de la Armada Imperial Japonesa. La designación de la Marina era Hidroavión de Reconocimiento de la Armada Tipo Cero Modelo 11

## Desarrollo y diseño
Este aparato fue diseñado para satisfacer el requerimiento (12-shi) que en 1937 emitió la Armada Imperial Japonesa para un hidroavión de reconocimiento de largo alcance que además pudiese servir de escolta a convoyes navales. Los proyectos para este aparato recibieron la designación E13A1 (Aichi), E13N1 (Nakajima) y E13K1 (Kawanishi). Aichi fue la única compañía que desarrolló tanto el diseño biplaza como triplaza, mientras Nakajima se concentró en el aparato biplaza y Kawanishi en el triplaza.
El prototipo de este aparato triplaza estuvo terminado a finales de 1938. Era un monoplano de ala baja y plegable, unidad de cola convencional, fuselaje de sección circular y tren de aterrizaje con dos flotadores. Estaba propulsado por un motor radial Mitsubishi Kinsei 43. Demostró en las pruebas de evaluación, su superioridad sobre su competidor, el Kawanishi E13K1, y entró en producción como Hidroavión de Reconocimiento de la Armada Tipo Cero Modelo 11 (Aichi E13A1). Hasta 1942 Aichi construyó 133 ejemplares, fecha en la que se dedicó a fabricar los bombarderos en picado D3A y D4Y de la Armada. A partir de ese año la firma Watanabe (más tarde Kyushu) se convirtió en su principal concesionaria y construyó más de 1100 unidades, asimismo el Arsenal Naval de Hiro fabricó otros 50 aproximadamente.
Fueron usados ampliamente en unidades navales como cruceros pesados y acorazados equipados con catapultas Tipo 5.

## Historial de combate

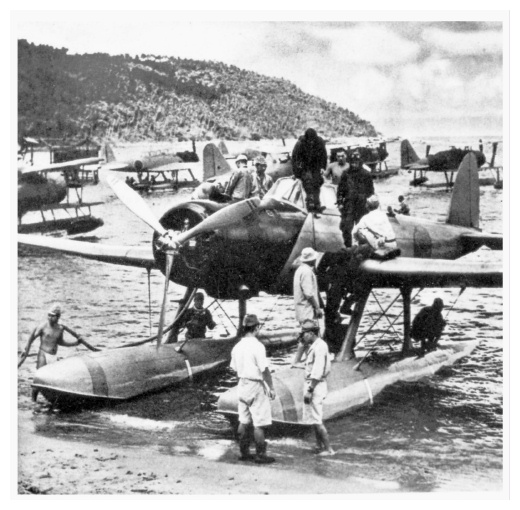
Un E13A Jake del portahidroaviones japonés Kamikawa Maru en las islas Deboyne, Papúa Nueva Guinea durante la batalla del Mar del Coral.

En China el avión operó desde portahidroaviones y cruceros. Más tarde operó patrullas de reconocimiento antes del Pearl Harbor ; también fue visto en el Mar del Coral, Midway y Guadalcanal. Durante la contienda realizó misiones que incluían el rescate aire-mar, largas salidas de patrulla de hasta 15 horas, ataque a buques y transporte. Asimismo en 1944 y 1945 fue empleado como tokkotai (kamikaze).
Un Aichi E13A fue operado por la Kriegsmarine junto a dos Arado Ar 196 desde la base de submarinos de Penang. Los tres aviones formaban el Servicio Naval Especial del Asia Oriental para apoyar al Monsun Gruppe, así como a las operaciones navales japonesas en el área.
Ocho unidades fueron operadas por la Aviation navale francesa durante la Guerra de Indochina, entre 1945 y 1947, mientras que otros fueron operados por la Aviación Naval de la Real Armada Tailandesa antes de la guerra. Un ejemplar capturado por las fuerzas neozelandesas fue piloteado por personal de la Real Fuerza Aérea de Nueva Zelanda en el frente, pero tuvo que ser hundido a causa de un flotador que se resquebrajó al amerizar y no podía repararse.

## Ejemplares sobrevivientes
Están registrados los pecios de varios aviones hundidos. Los restos de un avión están ubicados en tierra en una base de hidroaviones abandonada en la isla Lenger, cerca de Pohnpei en los Estados Federados de Micronesia.
Un Aichi E13A fue izado del lugar donde se hundió y está expuesto en el Museo Aeroespacial de Kakamigahara, Japón. Sin embargo está en malas condiciones, faltándole su motor, las secciones posteriores de sus flotadores y un ala.

## Usuarios
Imperio del Japón
- Armada Imperial Japonesa: Fue el mayor usuario del Jake y lo operó tanto desde portahidroaviones, cruceros y acorazados como desde bases en tierra. Los aviones de la Armada Imperial Japonesa estaban repartidos en Japón, las Islas Kuriles, las Islas Marianas, las Filipinas y las Aleutianas.
  -  Servicio Aéreo de la Armada Imperial Japonesa

 Alemania nazi
- Kriegsmarine

 China
- Fuerza Aérea del Ejército Popular de Liberación: empleó aviones japoneses capturados o abandonados.

 Corea del Sur
- Fuerza Aérea de la República de Corea: En 1949 fue hallado intacto en Jeju un ejemplar y fue pintado de blanco en su totalidad para ser evaluado. En agosto del mismo año el avión fue repintado con los colores de la ROKAF y empezó a hacer las pruebas de resistencia en un túnel de viento de Seúl. En agosto del año siguiente fue trasladado a una base aérea en el norte de Seúl para empezar las primeras pruebas en el aire. Apenas se estaba poniendo a punto al avión para que despegara y un bombardero de la fuerza aérea norcoreana atacó la base aérea, resultando  destruido.[cita requerida]

 Francia
- Marina Nacional francesa
  - Aviation navale
- Armée de l´Air: empleó aviones japoneses capturados.

 Nueva Zelanda
- Real Fuerza Aérea de Nueva Zelanda: Evaluó en 1942 un Aichi E13A capturado, pero tuvo que hundirlo después que un flotador se averiase y no pudiese repararlo.

 Tailandia
- Real Armada Tailandesa: seis ejemplares designados BRN.3 fueron entregados a la Marina Tailandesa entre 1942 y 1944 para patrulla, defensa costera y operaciones de búsqueda y rescate.[6]

## Variantes
E13A1
Prototipos y primer modelo de serie, más tarde designado Modelo 11.
E13A1-K
Versión de entrenamiento, con mandos dobles.
E13A1a
Introducido a finales de 1944 con mejoras en los puntales de los flotadores y en el carenado de la hélice y contaba con un equipo de radio más avanzado.
E13A1a-S
Modificado para operaciones nocturnas.
E13A1b
Basado en la versión anterior, pero equipado con radar aire-superficie.
E13A1b-S
Caza nocturno
E13Ac
Versión antisubmarino, equipado con dos cañones automáticos Tipo 99 Mark II de 20 mm en afuste ventral, además de bombas y cargas de profundidad.

### Producción
- Construidos por Aichi: 133.
- Construidos por Watanabe (Kyūshū Hikōki K.K.): 1.237.[1]
- Construidos por el Arsenal Naval de Hiro: 48.

## Especificaciones (Aichi E13A)
Referencia datos: Japanese Aircraft of the Pacific War

### Características generales
- Tripulación: 3
- Longitud: 11,31 m
- Envergadura: 14,5 m
- Altura: 4,7 m
- Superficie alar: 36 m² (387,5 ft²)
- Peso vacío: 2642 kg (5823 lb)
- Peso cargado: 3640 kg
- Peso máximo al despegue: 4000 kg
- Planta motriz: 1× radial de 14 cilindros refrigerado por aire Mitsubishi Kinsei-43.
  - Potencia: 805 kW (1110 HP; 1095 CV)
- Hélices: 1× tripala por motor.

### Rendimiento
- Velocidad máxima operativa (Vno): 375 km/h
- Alcance: 2100 km
- Techo de vuelo: 8730  m
- Régimen de ascenso: 8,2 m/s
- Carga alar: 101,1 kg/m²

### Armamento
- Ametralladoras: 1× Tipo 92 cal. 7,70 mm móvil para el observador

- Cañones: 1× Tipo 99 cal. 20 mm (opcional, en afuste ventral móvil para ataques antibuque)
- Bombas: 250 kg de Bombas GP

## Fuente
- Esta obra contiene una traducción  derivada de «Aichi E13A» de Wikipedia en inglés, publicada por sus editores bajo la Licencia de documentación libre de GNU y la Licencia Creative Commons Atribución-CompartirIgual 4.0 Internacional.

- Datos: Q210338
- Multimedia: Aichi E13A / Q210338